# Петко Дурмана
Петко Дурмана е български художник.

## Биография
Роден е на 22 април 1970 г. в Елена, България. Завършва средното си образование в СХУ за промишлени форми „Академик Дечко Узунов“ в Казанлък. През 1997 г. завършва Националната художествена академия, специалност Скулптура.

## Творчество
Работи в областта на инсталацията, скулптурата и фотографията чрез съчетаване на технология и съвременно изкуство. 
Първият български художник, който прави изцяло създадено за интернет изкуство (net.art) и използва в творбите си добавена реалност.
Първият български художник, който използва в произведенията си различни приложения на инфрачервено излъчване и създава инфрачервена фотография.
Работите му са показвани на едни от най-важните форуми за изкуство и технологии, като: Transmediale , ISEA, SIGGRAPH , Sundance Film Festival ;
Негови проекти за представяни от институции за съвременно изкуство, като:
ZKM, Карлсруе , The Institute of Contemporary Arts, Лондон, Kumu Art Museum, Талин , Chelsea Art Museum, Ню Йорк и др.
Неговите самостоятелни изложби включват:
- „Набор за оцеляване след глобалното затопляне“, Галерия Графит, Варна 2012 [10];
- „Къде живее марсианският президент?“, Галерия Графит, Варна 2012 [11];
- Post Global Warming Survival Kit, Videospace Gallery, Будапеща 2010;
- Post Global Warming Survival Kit, Edith Russ Site for Media Art, Олденбург 2008;
- „Метаболайзър“, Галерия XXL, София 1997;
- „Стерилност“, Галерия XXL, София 1996.

Съосновател на Галерия XXL, София , Съосновател и ръководител на Сдружение Интерспейс.

## Награди, стипендии и грантове
- 2010 – Награда Alternative Routes European Prize, MODEM Дебрецен
- 2008 – Награда на Edith Russ Site for Media Art, Олденбург [14]
- 2004 – Творчески престой, Артслинк, Център за дигитални и медийни изкуства Harvestworks, Ню Йорк
- 2003 – Творчески престой в The Digital Research Unit of the Media Centre, Хъдърсфийлд
- 2001 – Стипендия EMARE (European Media Art Residency Exchange) и творчески престой в Hull Time Based Arts, Кингстън ъпон Хъл

## За него
- Теодора Мусева, Апокалипсис след малко, сп. Capital Light, 9 февруари 2012
- Gateways. Art and Networked Culture (Published in connection with Tallinn, European Capital of Culture 2011) Hatje Cantz Verlag 2011 ISBN 978-3-7757-2796-9.
- Post Global Warming Survival Kit, Leonardo, The MIT Press, August 2009.
- Каталог Експорт-импорт. Съвременно изкуство от България, СГХГ, София, 2003.